# Manuel García Gil
Manuel García Gil, OP (14 de março de 1802 - 28 de abril de 1881) foi um religioso espanhol que serviu como arcebispo de Saragoça de 1858 até sua morte. O Papa Pio IX o elevou ao cardinalato em 1877.

## Vida
Manuel García Gil nasceu em Lugo, em 14 de março de 1802. Estudou para o sacerdócio no seminário de Lugo e ingressou na Ordem dos Pregadores ainda diácono no convento de Lugo em 1826. Foi ordenado sacerdote em 10 de março de 1827 e depois disso serviu como professor de teologia nos conventos dominicanos de Lugo e Santiago de Compostela. Também atuou como professor e mestre de estudos no convento dominicano de Oviedo.
Em 22 de dezembro de 1853, foi nomeado Bispo de Badajoz e recebeu sua consagração episcopal na Catedral de Lugo em 23 de abril de 1854, por Miguel García Cuesta, arcebispo de Santiago de Compostela, coadjuvado por Santiago Rodríguez Gil, bispo de Lugo, e por Telmo Maceira, bispo de Mondonhedo.
Em 23 de dezembro de 1858 foi promovido a Arcebispo de Saragoça e pouco depois participou do Concílio Vaticano I. O Papa Pio IX nomeou-o cardeal no consistório de 12 de março de 1877, tornando-se Cardeal-presbítero de Santo Stefano al Monte Celio em 21 de setembro de 1877; mais tarde, participou do conclave de 1878 que elegeu o Papa Leão XIII.
Cardeal García Gil morreu em Saragoça em 28 de abril de 1881, depois de uma longa doença, e foi sepultado na catedral arquidiocesana.